# Липовац (Топола)
Липовац је насеље у Србији у општини Топола у Шумадијском округу. Према попису из 2022. има 437 становника (према попису из 2011. било је 508 становника).
Овде се налазе Запис храст код школе (Липовац) и Запис Вујића грм (Липовац).

## Демографија
У насељу Липовац живи 444 пунолетна становника, а просечна старост становништва износи 41,5 година (40,1 код мушкараца и 42,9 код жена). У насељу има 173 домаћинства, а просечан број чланова по домаћинству је 3,23.
Ово насеље је великим делом насељено Србима (према попису из 2002. године).
|  |

| Демографија | Демографија | Демографија |
| Година      | Становника  | Становника  |
| ----------- | ----------- | ----------- |
| 1948.       | 744         |             |
| 1953.       | 736         |             |
| 1961.       | 736         |             |
| 1971.       | 646         |             |
| 1981.       | 603         |             |
| 1991.       | 558         | 558         |
| 2002.       | 558         | 567         |
| 2011.       | 508         |             |
| 2022.       | 437         |             |

| Етнички састав према попису из 2002.‍ | Етнички састав према попису из 2002.‍ | Етнички састав према попису из 2002.‍ | Етнички састав према попису из 2002.‍ | Етнички састав према попису из 2002.‍ |
| ------------------------------------ | ------------------------------------ | ------------------------------------ | ------------------------------------ | ------------------------------------ |
|                                      |                                      |                                      |                                      |                                      |
| Срби                                 | Срби                                 |                                      | 547                                  | 98,02%                               |
| непознато                            | непознато                            |                                      | 11                                   | 1,97%                                |

| Година пописа     | 1948. | 1953. | 1961. | 1971. | 1981. | 1991. | 2002. |
| ----------------- | ----- | ----- | ----- | ----- | ----- | ----- | ----- |
| Број домаћинстава | 170   | 175   | 181   | 172   | 168   | 161   | 173   |

| Број чланова      | 1  | 2  | 3  | 4  | 5  | 6  | 7 | 8 | 9 | 10 и више | Просек |
| ----------------- | -- | -- | -- | -- | -- | -- | - | - | - | --------- | ------ |
| Број домаћинстава | 29 | 40 | 34 | 32 | 14 | 20 | 3 | 1 | 0 | 0         | 3,23   |

| Пол    | Укупно | Неожењен/Неудата | Ожењен/Удата | Удовац/Удовица | Разведен/Разведена | Непознато |
| ------ | ------ | ---------------- | ------------ | -------------- | ------------------ | --------- |
| Мушки  | 226    | 68               | 144          | 11             | 3                  | 0         |
| Женски | 241    | 41               | 147          | 42             | 8                  | 3         |
| УКУПНО | 467    | 109              | 291          | 53             | 11                 | 3         |

| Пол    | Укупно                    | Пољопривреда, лов и шумарство | Рибарство                            | Вађење руде и камена | Прерађивачка индустрија       |
| ------ | ------------------------- | ----------------------------- | ------------------------------------ | -------------------- | ----------------------------- |
| Мушки  | 126                       | 33                            | 0                                    | 21                   | 40                            |
| Женски | 68                        | 24                            | 0                                    | 1                    | 20                            |
| УКУПНО | 194                       | 57                            | 0                                    | 22                   | 60                            |
| Пол    | Производња и снабдевање   | Грађевинарство                | Трговина                             | Хотели и ресторани   | Саобраћај, складиштење и везе |
| Мушки  | 2                         | 3                             | 13                                   | 2                    | 1                             |
| Женски | 0                         | 0                             | 7                                    | 4                    | 0                             |
| УКУПНО | 2                         | 3                             | 20                                   | 6                    | 1                             |
| Пол    | Финансијско посредовање   | Некретнине                    | Државна управа и одбрана             | Образовање           | Здравствени и социјални рад   |
| Мушки  | 0                         | 1                             | 1                                    | 0                    | 1                             |
| Женски | 1                         | 2                             | 1                                    | 3                    | 3                             |
| УКУПНО | 1                         | 3                             | 2                                    | 3                    | 4                             |
| Пол    | Остале услужне активности | Приватна домаћинства          | Екстериторијалне организације и тела | Непознато            | Непознато                     |
| Мушки  | 0                         | 0                             | 0                                    | 8                    | 8                             |
| Женски | 0                         | 0                             | 0                                    | 2                    | 2                             |
| УКУПНО | 0                         | 0                             | 0                                    | 10                   | 10                            |